# Stefano Battaglia

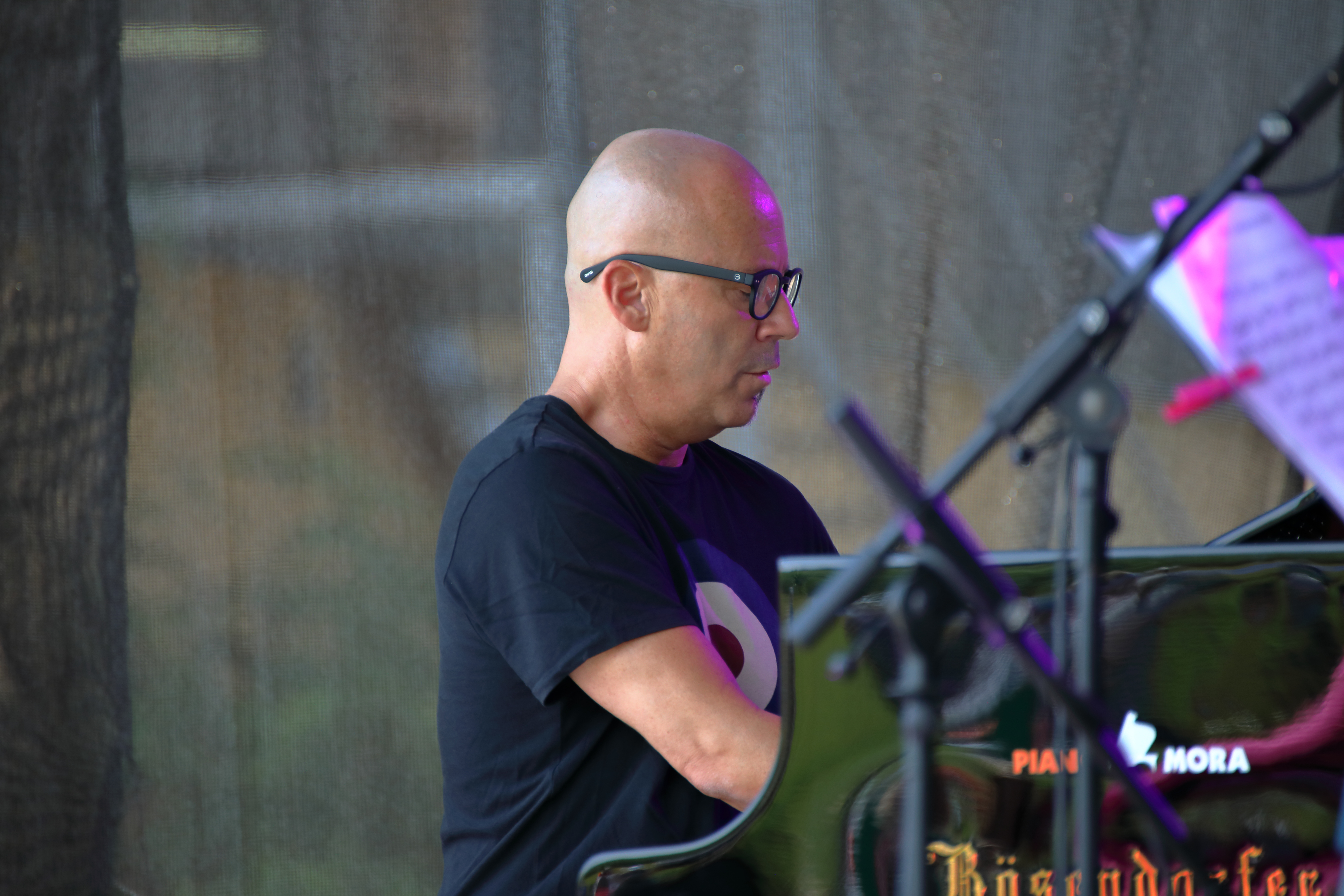
Stefano Battaglia auf dem INNtöne Jazzfestival 2020

Stefano Battaglia (* 31. August 1965 in Mailand) ist ein italienischer Pianist und Komponist des Modern Jazz.

## Leben und Wirken
Stefano Battaglia studierte am Mailänder Konservatorium zunächst klassisches Klavierspiel, bevor er sich dem Jazz zuwandte. Er trat als Solist mit dem European Youth Orchestra 1981 in Barcelona auf und gewann 1986 den J.-S.-Bach-Festival-Preis in Düsseldorf als bester junger Pianist des Jahres, 1987 den  Brüsseler Radiopreis als bester junger europäischer Pianist. Battaglia gründete dann verschiedene Jazz-Formationen, wie Triplicity und Theatrum in Siena. Unter eigenem Namen nahm er seit Ende der 1980er Jahre eine Reihe von Alben vor allem für das italienische Jazzlabel Splas(c)h auf. Sein Debütalbum war Things Ain't What They Used to Be.
Aufsehen erregten in den 2000er Jahren seine für das Münchner ECM aufgenommenen Konzeptalben; in seinem ersten ECM-Doppelalbum Raccolto (2006) widmete er sich musikalischen Vorbildern wie Bill Evans und Paul Bley. Sein zweites ECM-Album von 2007 hat der Pianist seinem Landsmann Pier Paolo Pasolini (1922–1975) gewidmet. Die Bandbreite von Pasolinis Werk und sein stürmisches Leben inspirierten ihn zu seinem Doppelalbum Re: Pasolini. „Was die Herausforderung, Pasolini musikalisch zu ‚interpretieren‘, für mich so unwiderstehlich machte, war sein Sinn für Unitas Multiplex (etwa: Einheit in der Vielfalt), seine außerordentliche Fähigkeit, Gegensätze nebeneinander bestehen zu lassen. Nicht nur akademische Kultur und Popkultur oder das Heilige und das Profane, sondern auch politische, ethische und religiöse Fragen“, sagte Battaglia zu dem Doppelalbum.
Die erste CD von Re:Pasolini hat der Pianist mit den Musikern von Pietra Lata Sestetto eingespielt. Die zweite CD wurde mit Musikern aufgenommen, die bereits mit Louis Sclavis zusammengearbeitet haben, wie Dominique Pifarély, Bruno Chevillon und Vincent Courtois. Durch die eher düsteren und schweren Stücke ziehen sich die acht Variationen der Komposition „Lyra“ hindurch, wie ein Filmmusikthema. Battaglia wendet sich auf der zweiten CD Pasolinis konfliktreicher Beziehung zur Kirche und seiner radikal politischen Einstellung zu, als auch seiner Ermordung 1975 in Ostia.
Die CD In The Morning ist der Mitschnitt eines Livekonzertes in Turin vom April 2014, bei dem Battaglia Musik des amerikanischen Komponisten Alec Wilder (1907–1980) interpretiert. Mit dem Klarinettisten Mirco Mariottini veröffentlichte er 2019 das Album Music for Clarinets and Piano.
Battaglia unterrichtete außerdem an verschiedenen italienischen Jazz-Seminaren wie beim Siena Jazz-Sommerprogramm.

## Diskographische Hinweise
- Explore (Splas(c)h, 1990) mit Tony Oxley
- Confession (Splas(c)h, 1991) mit Paolino Dalla Porta, Roberto Gatto
- Baptism (Splas(c)h, 1993) solo
- Sulphur (Splas(c)h, 1993) mit Dalla Porta, Oxley
- Unknown Flames (Splas(c)h, 1995) mit Roberto Gatto
- When We Were (Splas(c)h, 1997) mit Michael Gassmann, Pierre Favre
- Omen  (Splas(c)h, 1997) mit Pierre Favre
- Re:Pasolini (ECM, 2007)
- Pastorale (ECM, 2010) mit Michele Rabbia
- The River of Anyder (ECM, 2011) mit S.Maiore und R.Dani
- Songways (ECM, 2011), mit Salvatore Maiore (Kontrabass) und Roberto Dani (Schlagzeug)
- In The Morning (ECM, 2014), mit Salvatore Maiore (Kontrabass) und Roberto Dani (Schlagzeug)
- Pelagos (ECM, 2017)